# Cosimo Gallo
Cosimo Gallo (Martano, 30 settembre 1945) è un politico italiano.
Nel 2010 propone un emendamento, poi approvato, che esclude il ritiro dei punti della patente per gli autisti di auto blu.